# Saison 1 de Sex Education
Chronologie
Saison 2
La première saison de Sex Education, série télévisée britannique créée par Laurie Nunn, est constituée de huit épisodes, mis en ligne à partir du 11 janvier 2019 sur Netflix.

## Synopsis de la saison
Otis Milburn, un adolescent socialement maladroit.

## Distribution

### Acteurs principaux
- Asa Butterfield (VF : Adrien Larmande) : Otis Milburn
- Gillian Anderson (VF : Danièle Douet) : Jean Milburn, mère d'Otis, sexologue
- Ncuti Gatwa (VF : Jonathan Gimbord) : Eric Effiong, le meilleur ami d'Otis
- Emma Mackey (VF : Pamela Ravassard) : Maeve Wiley
- Connor Swindells (VF : Martin Faliu) : Adam Groff
- Kedar Williams-Stirling (VF : Hervé Grull) : Jackson Marchetti
- Alistair Petrie (VF : Bernard Bollet) : le proviseur Michael Groff
- Mimi Keene (VF : Valérie Bescht) : Ruby Matthews
- Aimee Lou Wood (VF : Audrey Sablé) : Aimee Gibbs
- Chaneil Kular (VF : Cédric Lemaire) : Anwar
- Simone Ashley (VF : Jeanne-Lore Aglossi) : Olivia Hanan
- Tanya Reynolds (VF : Diane Kristanek) : Lily Iglehart
- Patricia Allison (VF : Clara Soares) : Ola Nyman
- Mikael Persbrandt (VF : Patrick Laplace) : Jakob Nyman

### Acteurs récurrents
- Jim Howick (VF : Christophe Lemoine) : Colin Hendricks, le professeur de sciences naturelles
- Rakhee Thakrar (VF : Marie Giraudon) : Emily Sands, la professeure de littérature
- James Purefoy (VF : Vincent Ropion) : Remi Milburn, père d'Otis et ex-mari de Jean
- Samantha Spiro (VF : Dominique Lelong) : Maureen Groff
- Hannah Waddingham (VF : Delphine Saley) : Sofia Marchetti
- Sharon Duncan-Brewster (VF : Chantal Baroin) : Roz Marchetti
- DeObia Oparei (VF : Alain Berguig) : M. Effiong
- Doreene Blackstock : Mme Effiong
- Lisa Palfrey (en) (VF : Marie-Christine Robert) : Cynthia
- Joe Wilkinson (VF : Jérôme Wiggins) : Jeffrey
- Jojo Macari (VF : Joshua Bloch) : Kyle
- Chris Jenks (VF : Garlan Le Martelot) : Steve Morley
- Dan Renton Skinner (VF : Emmanuel Karsen) : le maître nageur du lycée
- Edward Bluemel (en) (VF : François Santucci) : Sean Wiley

### Invités
- Dan Mersh (VF : Jérôme Wiggins) : Harry (épisodes 1 et 2)
- Lily Newmark (VF : Lila Lacombe) : Ruthie (épisodes 1 et 4)
- Alice Hewkin (VF : Emmylou Homs) : Tanya (épisodes 1 et 4)
- Max Boast : Tom Baker (épisodes 1 et 5)
- Dave Jarrett : Roger Baker (épisodes 1 et 5)
- Daniel Ings (VF : Vincent Ropion) : Dan (épisodes 1 et 7)
- Toby Williams (en) : Tim (épisode 2)
- Lu Corfield (en) (VF : Delphine Braillon) : Sarah (épisode 3)
- Kadeem Ramsay (VF : Jean-Rémi Tichit) : OctoBoy (épisodes 7 et 8)
- Ezra Furman : le chanteur lors d'une soirée dansante à l'école (épisode 7)
- Tom Mackley (VF : Maxime Baudouin) : Liam (épisode 7)

## Liste des épisodes
1. Épisode 1
2. Épisode 2
3. Épisode 3
4. Épisode 4
5. Épisode 5
6. Épisode 6
7. Épisode 7
8. Épisode 8

### Épisode 1:Épisode 1
- : 11 janvier 2019 sur Netflix

### Épisode 2:Épisode 2
- : 11 janvier 2019 sur Netflix

- Toby Williams (Tim)

### Épisode 3:Épisode 3
- : 11 janvier 2019 sur Netflix

- Lu Corfield (Sarah)

### Épisode 4:Épisode 4
- : 11 janvier 2019 sur Netflix

### Épisode 5:Épisode 5
- : 11 janvier 2019 sur Netflix

### Épisode 6:Épisode 6
- : 11 janvier 2019 sur Netflix

### Épisode 7:Épisode 7
- : 11 janvier 2019 sur Netflix

- Ezra Furman

### Épisode 8:Épisode 8
- : 11 janvier 2019 sur Netflix